# 永遠のイフ・ウィ・ホールド・オン・トゥゲザー
永遠のイフ・ウィ・ホールド・オン・トゥゲザー（原題:The Force Behind the Power）は1991年にリリースされた、ダイアナ・ロスのアルバム。なお、米国ではモータウンから発売されたが、欧州などではEMIからの配給で、日本盤は東芝EMIから発売されている。
当初、「イフ・ウィ・ホールド・オン・トゥゲザー」は収録されない予定だったが、同曲がTBS系ドラマ『想い出にかわるまで』の主題歌に起用されて大ヒットしたため、日本側のスタッフが強く要請し、急遽収録されることになった。また相乗効果を狙ってこのような邦題が付けられた。
プロデューサーにスティーヴィー・ワンダー、ナラダ・マイケル・ウォルデンらを迎えて制作されている。

## 収録曲
1. Change Of Heart
2. When You Tell Me That You Love Me
3. I Live On A Battlefield
4. Blame It On The Sun
5. Heavy Weather
6. Force Behind The Power
7. Heart (Don't Change My Mind)
8. Waiting In The Wings
9. One Shinning Moment
10. You're Gonna Love It
11. If We Hold On Together